# بول ألموند
بول ألموند (بالإنجليزية: Paul Almond)‏ (26 أبريل 1931، مونتريال في كندا - 10 أبريل 2015، ماليبو في الولايات المتحدة)؛ مخرج أفلام، كاتب سيناريو، منتج أفلام وروائي كندي.

## روابط خارجية
- بول ألموند على موقع IMDb (الإنجليزية)
- بول ألموند على موقع ألو سيني (الفرنسية)
- بول ألموند على موقع أول موفي (الإنجليزية)
- بول ألموند على موقع قاعدة بيانات الأفلام السويدية (السويدية)
- بول ألموند على موقع قاعدة بيانات الفيلم (الإنجليزية)
- بول ألموند على موقع كينوبويسك (الروسية)